# Билэгийн Дамдинсурэн
Билэгийн Дамдинсурэн (монг. Билэгийн Дамдинсүрэн?, ᠪᠢᠯᠢᠭ ᠦᠨ ᠳᠠᠮᠳᠢᠨᠰᠦ᠋ᠷᠦᠩ?; 1919; Тушэту-ханский аймак, Монголия — 12 января 1992; Улан-Батор, Монголия) — монгольский композитор, народный артист Монгольской народной республики (1969).

## Биография
Родился в 1919 году на территории нынешнего сомона Сэргэлэн аймака Туве в местности Тариалант. В 1924—1928 годах был послушником в Гандантэгченлине. В 1928—1931 годах обучался в хоронной средней школе. С 1935 года стал музыкантом в Центральном государственном театре, в 1941—1954 годах руководил в нём постановкой музыки. В 1954—1956 годах обучался в Ленинградской консерватории на композитора под руководством О. С. Чишко.
В 1955—1956 отбывал заключение; в 1956—1957 годах в Баян-Улгийском аймаке был художественным руководителем музыкально-драматического театра. В 1958—1962 годах учился в Пекинской консерватории под руководством Чжан Дэншана. В 1962—1981 годах был композитором и постановщиком при Государственном театре музыки и танца. В 1981—1982 годах — худруком Дорнодского музыкально-драматического театра. С 1983 года работал главным музыкальным редактором на студии «Монголкино». Скончался 12 января 1992 года в Улан-Баторе.

## Награды
В 1949 году в связи с премьерой пьесы «Жил-был один хан» («Ийм нэгэн хаан байжээ») удостоился государственной награды МНР. В 1951 году получил награду за музыку государственного гимна. В 1969 году стал народны артистом МНР.

## Сочинения

### Опера
- «Учиртай гурван толгой» (либретто — Д. Нацагдорж; 1942)
- «Жаргалын зам» (либретто — Ч.Чимид, Ч.Ойдов; 1952)
- «Тэмцэл» (либретто — Д.Намдаг; 1965)
- «Амарсанаа» (либретто — Д.Намдаг и С. Дашдоров; 1970)
- «Мартагдашгүй 42 хоног» (1974)

### Танцевальные спектакли
- «Шуурга» (1963)
- «Нуурын домог» (1968)

### Симфонические сочинения
- «Хасбаатар» (1962)
- «Миний эх орон» (1965)

### Музыкальные спектакли
- «Шарай голын гурван хаан»
- «Мандухай цэцэн хатан»
- «Жаргалыг хүссэн Мөнхөө»
- «Ийм нэгэн хаан байжээ»
- «Амарсанаа»
- «Далан худалч»
- «Талын баатар»

### Музыка к фильмам
- «Степные витязи» (совместно с Борисом Смирновым) (1945)
- «Через Гоби и Хинган» (1981)
- «Тайна серебряной монеты» (1985)

### Песни
- «Государственный гимн МНР» (совместно с Л. Мурдоржем)
- «Монгол нутаг»
- «Сүхбаатарын туг»
- «Ардын намын туг»
- «Энхтайвны төлөө эхийн дуу» и ещё свыше 40 песен